# Enrique Pina López
Enrique Pina López (ook bekend als Quique Pina) is een Spaans sportbestuurder.

## Oprichting Ciudad de Murcia
In 1999 richt Enrique Pina een nieuwe club op in Murcia, Ciudad de Murcia. Zijn droom is om met zijn eigen club de Primera División te bereiken en uiteindelijk Europees voetbal te bereiken.
Ciudad de Murcia is vanaf de oprichting succesvol. De club weet in amper 4 jaar vanaf de regionale klasse de Segunda División A te bereiken en strijdt vanaf haar derde seizoen in deze divisie om promotie naar de Primera División.

## Verkoop licentie Ciudad de Murcia
Ondanks de successen van het eerste team en van de jeugdelftallen, die eveneens promoveren naar de hoogste klassen, is de voorzitter niet tevreden. Hij mist steun van de gemeente om zijn project te verwezenlijken. Enrique Pina mist steun van de gemeente van Murcia voor zijn plannen van een grondige verbouwing van La Condomina en het aanleggen van een nieuw sportcomplex. De gemeente wil echter enkel het huidige stadion aanpassen in zoverre om aan de veiligheidseisen te voldoen en wijst erop dat Ciudad de Murcia gebruik kan maken van de huidige aanwezige sportinstallaties.
Ook omdat Ciudad de Murcia een beperkte supportersschare heeft, besluit Enrique Pina de licentie van Ciudad te verkopen aan Club Polideportivo Granada 74.

## Investering Cádiz CF
Een dag nadat Enrique Pina de licentie van Ciudad de Murcia heeft verkocht besluit hij met de opbrengst 78% van de aandelen te kopen in de voetbalclub Cádiz CF. Door de investering zal hij president van de club worden en neemt hij tevens een aantal spelers en trainers mee naar zijn nieuwe club. Hij hoopt op deze manier alsnog zijn droom te verwezenlijken

## Spelersbemiddelaar
Naast sportbestuurder is Enrique Pina eveneens bemiddelaar bij transfers van spelers. Pina heeft bemiddeld in de transfers van o.a. Iván Helguera van RCD Espanyol naar AS Roma en Javier Saviola van River Plate naar FC Barcelona.